# Verwaltungsgemeinschaft Mistelbach
In der Verwaltungsgemeinschaft Mistelbach im oberfränkischen Landkreis Bayreuth haben sich folgende Gemeinden zur Erledigung ihrer Verwaltungsgeschäfte zusammengeschlossen:
1. Gesees, 1273 Einwohner, 10,43 km²
2. Hummeltal, 2460 Einwohner, 21,91 km²
3. Mistelbach, 1518 Einwohner, 6,12 km²

Der Sitz der Verwaltungsgemeinschaft ist Mistelbach, Vorsitzender ist Richard Müller.